# Bernhard Márton
Bernhard Márton (Bernhardt Márton) (1806. december 27. – Nagykároly, 1870. április 8.) piarista szerzetes, tanár.

## Élete
Iskoláit végezvén 1822. október 8-án a rendbe lépett és Trencsénben volt novícius; 1830. augusztus 29-én áldozópappá szentelték. Miután 1825-től Podolinban, Nyitrán, Pesten, Trencsénben tanított és utóbbi helyen iskolaigazgató is volt, áthelyeztetett 1860-ban Máramarosszigetre igazgató-tanárnak. 1867-ben Nagykárolyban lett másodházfőnök, gimnáziumi igazgató és egyúttal tanította a latin, magyar nyelvet és természetrajzot.

## Munkái
- Alagya ft. Grosser János urnak… Esztergom. 1835
- Ode memoriam recolens rev. ac cl. patris Francisci Ugróczy… Nitriae, 1836
- Lessus in obitum Josephi Vurum episcopi Nitriensis. Tyrnaviae, 1838
- Elegia honoribus Emerici Palugyay episcopi Nitriensis. Nitriáe, 1839
- Elegia honoribus Stephani Vagyon reg. civitatis Trencsiniensi parochi. Uo. 1839
- Elegia qua Joannem Bapt. Grosser scholarum piarum praepositum provincialem… Uo. 1839
- Elegia honoribus Joan. B. Grosser… dum collegium Nitriensem cononice visitaret. Uo. 1846
- Elegia honoribus Ludovici Sztárek abbatis B. M. Virginis de Czikádor. Pestini, 1855